# Kostel Saint-Antoine-des-Quinze-Vingts
Kostel Saint-Antoine-des-Quinze-Vingts (doslovně svatého Antonína od Tří set) je katolický farní kostel ve 12. obvodu v Paříži na Avenue Ledru-Rollin. Kostel je zasvěcený svatému Antonínovi Paduánskému a pojmenován podle nedaleké nemocnice Quinze-Vingts.

## Historie
V roce 1204 zde pařížský biskup Eudes de Sully založil klášter Saint-Antoine-des-Champs, který se v roce 1206 přidal k cisterciáckému hnutí. Opatství získalo v roce 1215 od Ludvíka VIII. okolní pozemky a roku 1227 mu Ludvík IX. potvrdil privilegia, která jej stanovila královským opatstvím. Dne 2. června 1233 byl vysvěcen klášterní kostel Panny Marie a sv. Antonína za přítomnosti krále Ludvíka IX., jeho matky Blanky Kastilské a jeho manželky Markéty Provensálské.
V roce 1791 vznikla v opatství farnost Saint-Antoine-des-Quinze-Vingts, ale už v roce 1793 byla kaple pronajata jako obchod s uhlím a v roce 1795 vznikla z kláštera nemocnice Saint-Antoine. V roce 1796 byly zbývající klášterní budovy zbořeny. V roce 1800 byla vysvěcena nová kaple v nemocnici Quinze-Vingts, kterou od roku 1802 využívala farnost.
V letech 1898-1901 bylo shromážděno 400 000 franků k zakoupení pozemku na stavbu nového kostela a 17. června 1902 byl položen jeho základní kámen. Architektem kostela byl jmenován Joseph-Auguste-Émile Vaudremer (1929-1914), který navrhl též kostel Saint-Pierre-de-Montrouge. Vaudremer vytvořil hlavní fasádu, loď a zvonici a poté pokračoval jeho žák Lucien Roy. Kostel byl vysvěcen 28. prosince 1903.
V roce 1961 byl upraven chór.